# Janseola fulvithorax
Janseola fulvithorax is een vlinder uit de familie van de Heterogynidae. De wetenschappelijke naam van de soort is voor het eerst geldig gepubliceerd door George Francis Hampson.